# 恰萬加河
66°07′N 37°45′E / 66.117°N 37.750°E
恰萬加河（俄语：Чаваньга），是俄羅斯的河流，位於該國西北部摩爾曼斯克州，處於科拉半島南部，最終注入白海，河道全長52公里，流域面積1,210平方公里。